# Action Concept
Action Concept, en forme longue Action Concept Film- und Stuntproduktion GmbH est une société de production créée en 1992 par Hermann Joha. 

## Histoire
La société a commencé son activité en organisant des spectacles de cascades, puis s’est spécialisée dans la coordination de cascades pour des séries télévisées.
En 1993, Action Concept développe un magazine d’action ayant pour but de montrer les coulisses des cascades de la maison de production, « Stuntteam », sur la chaîne allemande DSF. 
En 1994, Hermann Joha fonde une école de cascadeurs située entre Düsseldorf et Cologne (Hürth); il y forme, avec son équipe, des élèves apprentis cascadeurs.
En 1996, Action Concept réalise les cascades du téléfilm pilote de la série Alerte Cobra « Alarm für Cobra 11 », dont la diffusion sur RTL attire plus de dix millions de téléspectateurs. Deux ans plus tard, en plus de la réalisation des cascades, la société reprend la production de la série et la délocalise de Berlin à Cologne, afin d'en faciliter la logistique liée la production.
Action Concept a produit 5 séries d'action pour la chaîne allemande RTL.Toutes les séries sont vendues dans le monde entier.
En 2009, Action Concept signe un accord de co-production avec les sociétés de production chinoises Ciwen and Asian Union, initiant ainsi son développement sur le marché asiatique.

## Les Séries d'Action Concept
| Nom                                                             | Acteurs | Année de production               | Saison(s) | Nombres d'épisodes             | Chaîne(s) de diffusion(s) | Chaîne(s) de diffusion(s) |
| Nom                                                             | Acteurs | Année de production               | Saison(s) | Nombres d'épisodes             | Allemagne                 | France                    |
| --------------------------------------------------------------- | --- | --------------------------------- | --------- | ------------------------------ | ------------------------- | ------------------------- |
| Alerte Cobra (Alarm für Cobra 11 - Die Autobahnpolizei)         | Erdogan Atalay (depuis 1996) René Steinke (1999-2003 ; 2005-2007) Christian Oliver (2003-2005) Gedeon Burkhard (2007-2008) Mark Keller (1997-1999) Gottfried Vollmer (1997-2015) Tom Beck (2008-2013) Vinzenz Kiefer (2014-2016) Dietmar Huhn (1997-2011) Daniel Roesner (depuis 2016) | depuis le 12 mars 1996            | 46        | 364 (dont 19 téléfilms pilote) | RTL                       | RTL9 TMC TF1 HD1          |
| Le Clown (Der Clown)                                            | Sven Martinek Diana Frank Thomas Anzenhofer Wolkmar Kleinert | 3 novembre 1996 – 11 octobre 2001 | 6         | 46 (dont 2 téléfilms)          | RTL                       | M6 W9 Paris Première 6ter |
| Alerte Cobra : Team 2 (Alarm für Cobra 11 - Einsatz für Team 2) | Julia Stinshoff Hendryk Duryn Charlotte Schwab Carina Wiese | 17 avril 2003 – 8 décembre 2005   | 2         | 11 (dont 1 téléfilm)           | RTL                       | TF1                       |
| Anges de choc (Wilde Engel)                                     | Eva Habermann (saison 1) Susann Uplegger (saison 1) Birgit Stauber (saison 1) Filip Peeters (saison 1) Michael Hanemann (saison 1) Vanessa Petruo (saison 2) Zora Holt (saison 2) Tanja Wenzel (saison 2) Udo Kier(saison 2)                                                           | 28 février 2002 – 19 mai 2005     | 2         | 13 (dont 1 téléfilm-pilote)    |                           | M6 W9 Téva Série Club     |
| Motocops (Motorrad-Cops (Die))                                  | Yvonne de Bark Jens-Peter Nünemann Matthias Paul Gerhard Naujoks Suzanne Geyer Rhoda Kaindl Joachim Kemmer | 30 mars 2000 – 7 juin 2001        | 3         | 24 (dont 1 téléfilm-pilote)    |                           | M6 Virgin 17              |